# Partido Liberal Democrático (Malasia)
El Partido Liberal Democrático (en malayo: Parti Liberal Demokratik; en chino simplificado: 自由 民主党; en chino tradicional: 自由 民主黨) o PLD es un partido político conservador liberal de Malasia integrado mayoritariamente por chinos y fundado en 1989 por Hiew Min Kong en la ciudad de Tawaw, Sabah. Formó parte de la coalición oficialista Barisan Nasional (Frente Nacional) desde 1991 hasta 2018. En las elecciones de 2013, en la que perdió toda su representación en el Dewan Rakyat y en la Asamblea Legislativa de Sabah ante los candidatos del Partido de Acción Democrática. Sin embargo, siempre fue considerado un partido minoritario, de escaso peso electoral, aunque era considerado la mayor representación china del Barisan Nasional en Sabah.
Tras la derrota de la coalición en 2018, sin que el PLD pudiese obtener escaños, la formación abandonó el Barisan Nasional y varios de sus miembros expresaron su intención de unirse al nuevo oficialismo federal, el Pakatan Harapan (Pacto de Esperanza).
Actualmente su única representación legislativa es Yong Wui Chung, senador por Sabah en el Dewan Negara.